# Courtelary
Courtelary là một đô thị nói tiếng Pháp Bernese Jura, ở bang Bern ở Thụy Sĩ. Đô thị này có diện tích 22,24 km², dân số năm 2006 là 1155 người. Thị xã là thủ phủ huyện Courtelary.
Sông Suze chảy qua Courtelary. Đây là nơi sinh nhà soạn nhạc Thụy Sĩ Paul Miche.

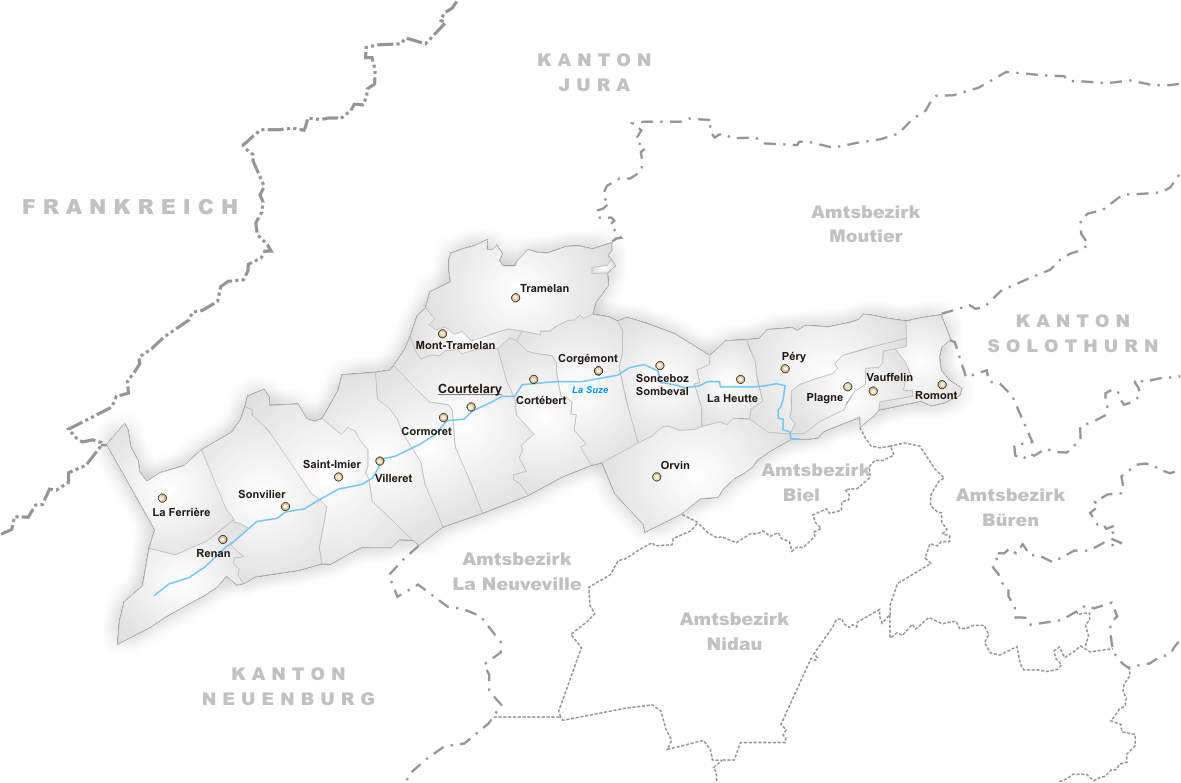
Các đô thị của huyện Courtelary